# Мішель Рокар
Мішель Рокар (фр. Michel Rocard; нар. 23 серпня 1930 — пом. 2 липня 2016) — французький політик, член Соціалістичної партії. Він обіймав посаду прем'єр-міністра під час президентства Франсуа Міттерана з 1988 по 1991 рік, під час перебування на якій запровадив ставку Мінімального доходу інтеграції (RMI), соціальні програми-мінімуми добробуту незаможних, і підписав Матіньонські угоди про статус Нової Каледонії.

## Біографія

### Початок кар'єри
Він народився в Курбевуа (О-де-Сен) у протестантській сім'ї, його батько — фізик-ядерник Ів Рокар. В політику Рокар прийшов під час навчання в Паризькому інституті політичних досліджень. Він став головою організації Французькі соціалістичні студенти (пов'язаної в основному з французькою Соціалістичною партією, що у той час називалася Французька секція робітничого інтернаціоналу (СФІО)), і навчався в Національній школі Адміністрації (ENA). Працюючи фінансовим інспектором (посадовою особою) він вирушив до Алжиру і написав звіт про ігнорування таборів біженців під час Алжирської війни (1954—1962).
Вийшовши зі СФІО через відношення до Алжирської війни, він приєднався до створеної Гі Молле Єдиної соціалістичної партії (PSU), у якій перебував з 1967 по 1974 рік. Був помітною фігурою під час подій у травні 1968 року. Рокар висувався кандидатом під час президентських виборів 1969 року, але отримав лише 3,6 % голосів. Через кілька місяців по тому був обраний депутатом парламенту від департаменту Івлін, перемігши колишнього прем'єр-міністра Моріса Кув де Мюрвіля. Втратив місце в парламенті в 1973 році, але повернув його в 1978 році.
У 1974 році приєднався до створеної Франсуа Міттераном Соціалістичної партії (PS), яка замінила стару СФІО.
Обраний мером Конфлан-Сент-Онорину в 1977 році, Мішель очолював опозицію Міттерану всередині Соціалістичної партії (як кандидат правого крила партії). Після поразки лівих на парламентських виборах 1978 року, він намагався взяти на себе керівництво партією.
З 1970 по 1990 рік група Мішеля Рокара всередині Соціалістичної партії, відома як «Les rocardiens», виступала за реформування французького соціалізму через чітке визнання ринкової економіки, більше децентралізації і меншого державного контролю. Вона перебувала в основному під впливом скандинавської соціал-демократії і стояла в опозиції до первісної програми Міттерана про націоналізацію, закладеної у «110 пропозиціях для Франції». Однак, «Les rocardiens» завжди залишалися у меншості.

### Перебування в уряді
Під час першого президентського строку Міттерана, Рокар був міністром територіального розвитку і міністром планування з 1981 по 1983 рік та міністром сільського господарства з 1983 по 1985 рік. Пішов з кабінету у зв'язку з його незгодою з введенням пропорційної системи виборів до законодавчих органів. Мішель висловив марну надію, що Міттеран не буде балотуватися на виборах, та він сам стане кандидатом від PS на президентських виборах 1988 року.
Після переобрання Міттерана на виборах, був назначений прем'єр-міністром (травень 1988 — травень 1991 року). Сформував кабінет, до якого увійшли 4 правоцентристські міністри. Як заявив прем'єр-міністр, він уклав Матіньонскі угоди про статус Нової Каледонії, якими закінчилися проблеми в цій заморській території. Досягненням його уряду було також зниження рівня безробіття і великомасштабні реформи державної системи фінансового забезпечення. Він вів прожитковий мінімум для заробітної плати (Мінімальний дохід інтеграції — RMI), який виявився ефективним в боротьбі з бідністю і розширив медико-санітарну допомогу та допомогу з житлом.
Податок на багатство (скасований при попередньому уряді Жака Ширака) був відновлений і РГС (загальний соціальний внесок) був введений в 1990 році, щоб забезпечити більш егалітарний спосіб фінансування соціального забезпечення. Прем'єрство Рокара ознаменувався низкою активних політичних кроків з європейської інтеграції; на нього припав також крах соціалістичного табору в Європі.
У 1993—1994 Рокар був першим секретарем Соціалістичної партії Франції, проте після декількох електоральних невдач поступився лідерством у партії. Потім якийсь час був сенатором від департаменту Івелін.
З 1999 член Європарламенту, до 2004 був головою комісії з прав людини, закордонних справ, безпеки. Активно брав участь в європейській політиці.

## Нагороди
- Гранд-офіцер ордена Почесного легіону
- Великий хрест Національного ордену Заслуг
- Компаньйон ордену Австралії
- Офіцер Національного ордену Квебеку